# The Long Dark
The Long Dark ist ein First-Person-Open-World-Survival-Adventure und wurde von Hinterland Studio entwickelt.

## Spielprinzip
Das Spiel bietet sowohl einen Überlebensmodus als auch einen Story-Modus, in dem bis Anfang Oktober 2021 vier von fünf angekündigten Episoden erschienen sind.

### Überlebensmodus
Im Überlebensmodus startet der Spieler an einem zufälligen Ort in einer von ihm gewählten Region. Der Spieler hat im Überlebensmodus kein festes Ziel, außer möglichst lange zu überleben. Hierfür sind verschiedene Schwierigkeitsstufen wählbar. Der Spieler hat die Möglichkeit, Gebäude zu erkunden, um an Nahrung, Ausrüstung und wärmere Kleidung zu kommen oder Gegenstände herzustellen. Wilde Tiere erschweren das Überleben, können aber auch als Nahrungsquelle dienen. Im Überlebensmodus muss der Spieler besonders vorsichtig sein. Das Spiel erlaubt nicht das beliebige Setzen von Speicherständen. Stattdessen wird bei bestimmten Aktionen, wie beim Schlafen, dem Betreten von Gebäuden oder in Situationen, in denen der Spieler verletzt wird, automatisch gespeichert. Stirbt der Spieler, wird zudem der Speicherstand gelöscht. Spielintern wird dies als „Permadeath“ bezeichnet.

### Storymodus
Im Wintermute genannten Storymodus folgt der Spieler einer festgelegten Geschichte, während der er auch auf andere Menschen trifft und mit ihnen interagieren kann. Diese beginnt ebenfalls mit dem Flugzeugabsturz im nördlichen Kanada, erzählt jedoch mehr über den Hintergrund. Dem Spieler steht es frei, wie viele Aufgaben er löst und wie er währenddessen überlebt. Zwar steht es dem Spieler prinzipiell ebenfalls frei, wohin er sich bewegt, jedoch sind nicht alle Regionen aus dem Überlebensmodus besuchbar.
Die ersten beiden der fünf angekündigten Episoden wurden am 1. August 2017 veröffentlicht. Die dritte Episode ist am 22. Oktober 2019 erschienen. Die vierte Episode ist am 6. Oktober 2021 erschienen. Ein Veröffentlichungsdatum für die fünfte Episode gibt es noch nicht, jedoch berichteten die Entwickler mehrfach über den Entwicklungsstand.

## Handlung

### Episode 1 –Do not go gentle
Der Buschpilot William Mackenzie befindet sich in seinem Flugzeughangar, als seine Ex-Frau Dr. Astrid Greenwood ihn mit der dringenden Bitte aufsucht, sie nach Great Bear Island zu fliegen, einer Insel, auf der es hauptsächlich Holz- und Bergbauindustrie gibt. Trotz des sich ankündigenden Schneesturms aber vermutlich wegen der ehemaligen Beziehung, die beide immer noch verbindet, stimmt Mackenzie zu und sie machen sich auf den Weg. Auf dem Flug durch die Wildnis Nordamerikas flimmern plötzlich mysteriöse Lichter über den Himmel, die sich später als geomagnetischer Sturm herausstellen sollen. Mackenzies Flugzeug, eine De Havilland Canada DHC-2, verliert daraufhin rapide an Leistung und stürzt inmitten einer dicht bewaldeten Berglandschaft ab.
Mackenzie kommt zwischen den brennenden Trümmern des Flugzeugs, in einer kleinen Schlucht, wieder zu sich. Astrid ist nicht bei ihm. Als es ihm am folgenden Tag gelingt aus der Schlucht zu klettern, findet er neben Astrids Koffer, in dem sich nach Mackenzies Ansicht etwas sehr wichtiges befinden muss, nur einen Stoffstreifen von ihrer Jacke. Er versucht ihr zu folgen. Nachdem er auf tiefgefrorene Leichen trifft, erreicht er schließlich die kleine Siedlung Milton. Aus einem der Häuser kringelt sich Rauch aus dem Kamin. Eine alte Frau, die sich zunächst als „Graue Mutter“ vorstellt, berichtet, dass in der vergangenen Nacht die Stadtbewohner in Panik geraten und geflohen seien. Zudem gebe es keine Elektrizität mehr. Böse Männer hätten sie überfallen und ihre Lebensmittelvorräte gestohlen.
Um das Vertrauen der Grauen Mutter zu gewinnen, beschließt Mackenzie Lebensmittel und Brennholz zu sammeln. Er trifft auf den weiteren Überlebenden Methuselah und entdeckt einen halb verschütteten Bus. Offenbar ein Gefangenentransport für das Bundesgefängnis Schwarzfels, an einem eingestürzten Tunnel, welcher der einzige Weg ist, der aus Milton heraus führt. Im Bus findet sich nur ein mit Blut geschriebenes Wort: Perseverance (Ausdauer).
Die Graue Mutter erinnert sich an Ausdauermühle (Perseverance Mills), einen Ort weit entfernt im Norden der Insel. Bevor Mackenzie sich aber auf den Weg macht, bittet Sie ihn, einen wertvollen Gegenstand für sie zu besorgen. Auf der anderen Dorfseite betritt er ein Bauernhaus, in das sich einer der Strafgefangenen schwer verletzt geschleppt hat. Hobbs verrät Mackenzie, dass die Gefangenen alle Stadtbewohner in die Schule getrieben und dann Feuer gelegt haben. Leuchterscheinungen am Himmel hätten dann eingesetzt und eine Frau sei aufgetaucht, offenbar Astrid. Sie hätte versucht die Brennenden zu retten, dies sei aber nicht möglich gewesen. Daraufhin habe sie Hobbs mit einem Messer angegriffen und konnte sich nach einer Flucht durch einen Spalt im zerdrückten Bus auf die andere Seite des Tunnels retten und entkommen.
Mit Hilfe des im Bauernhaus gefundenen Schlüssels kann Mackenzie den Inhalt eines Bankschließfachs an sich bringen. Wie sich herausstellt enthält es die Perlenkette von Lily, der verunglückten Tochter der Grauen Mutter. Sie gibt Mackenzie Lilys alte Kletterausrüstung, mit der er einen alternativen Weg nehmen und aus Milton entkommen kann. Über einen Gebirgspass erreicht Mackenzie die Region des Rätselsees in dem Moment, als ein Jäger von einem Bär angriffen wird. Er nimmt das zu Boden gefallene Gewehr des Jägers auf und schießt.

### Episode 2 –Luminance Fugue
Mackenzie hat den Jäger in seine Hütte gebracht. Als dieser schließlich aufwacht, erklärt er ihm, dass er mit dem Bären schon länger kämpft und noch eine offene Rechnung mit ihm hat. Da aus Richtung Milton keine medizinische Hilfe zu erwarten ist, bittet er Mackenzie im nahen Carter-Staudamm sowohl nach Medikamenten als auch nach Ersatzteilen für sein Funkgerät zu suchen. Dort angekommen schien der Bär nur auf ihn gewartet zu haben und Mackenzie kann sich gerade noch auf das umzäunte Gelände retten.
Wieder in der Hütte des Pelzjägers Jeremiah angekommen, verabreicht Mackenzie ihm die Medizin, worauf er aus seinem Delirium erwacht. Es deutet sich an, dass der Jäger etwas über die Leuchterscheinungen und das seltsame Verhalten der Tiere seit dem geomagnetischen Sturm weiß, sowie eine militärische Ausbildung haben muss. Sofort möchte er das Funkgerät reparieren, was ihm aber misslingt, da das Problem nicht mit den mitgebrachten Ersatzteilen gelöst werden kann. Gleichzeitig behindert der Bär die Suche nach weiteren Ersatzteilen und Nahrung. Es gibt eine Legende, dass ein alter Speer der Familie Spence schon einmal einen dämonenhaften Bären getötet habe. Mackenzie soll eine Reise in den Süden zu einer Jagdhütte unternehmen und den Speer besorgen.
Auf dem Weg wird Mackenzie aber wieder vom schwarzen Bären erwartet, während er in einem alten Bahnwaggon festsitzt. Der Bär wirft ihn um und Mackenzie erwacht erst nachts wieder. Der Himmel leuchtet in allen Farben der Aurora borealis und elektrische Geräte – Scheinwerfer, Lampen, Laptops – werden auf mysteriöse Weise mit Strom versorgt. Auf dem Weg zur Jagdhütte sitzt Methuselah an einem Lagerfeuer und philosophiert mit Mackenzie. Schließlich findet er den „Bärentöterspeer“, der aber zunächst kaputt ist, kann ihn aber in einem nahegelegenen Wartungsdepot neu schmieden.
Nach dem Rückweg berichtet Jeremiah Mackenzie, dass während der Aurora das Funkgerät zum Leben erwacht sei, aber das Signal zu schwach war. Er bittet Mackenzie daher, drei alte Kurzwellenfunktürme im trostlosen Marschland aufzusuchen und dort die Signalverstärker zu holen, um das Funkgerät zu verbessern. Mit dem Speer im Gepäck bricht Mackenzie auf und kann die drei Verstärkerkreise an sich bringen, als auch zweimal den Bären abwehren. Beim dritten Angriff wird er aber verschleppt und kommt erst in der Bärenhöhle wieder zu sich. Nach einem längeren Versteckspiel erreicht er den Speer und kann den schwarzen Bären schließlich töten.
Mit den neuen Bauteilen konnte Jeremiah, während Mackenzie schlief, das Funkgerät reparieren. Sie versuchen nun Ausdauermühle per Funk zu erreichen. Sie hören Wörter wie „Quarantäne“ und „Doktor“ aber das Funkgerät brennt im selben Moment komplett durch. Jeremiah bittet Mackenzie daraufhin eindringlich, eine wichtige Nachricht an Ausdauermühle zu überbringen. Er soll durch den Staudamm gehen, während der Aurora borealis den Aufzug benutzen und „Signal Hill“ erreichen. Mit dem dortigen Funkgerät in der Wetterstation soll er „Atwood“ anfunken und das Wort „Wintermute“ übermitteln.
Mackenzie macht sich auf den Weg und kann schließlich dank der nächtlichen Polarlichter die untere Ebene des Staudamms erreichen. Er wird aber überraschend von Unbekannten niedergeschlagen. Er erwacht gefesselt. Sein Peiniger, einer der entflohenen Sträflinge, möchte wissen, was sich in Astrids Koffer befindet, den Mackenzie immer noch bei sich trägt. Da Mackenzie nicht weiß, was sich in dem Koffer befindet oder wie man ihn öffnet, wird er aus Wut abermals bewusstlos geschlagen.

### Episode 3 –Crossroads Elegy
Astrid wird halb erfroren auf der anderen Seite des Tunnels liegend im „Idyllischen Tal“ aufgefunden. Sie erwacht ein paar Tage später im Hause einer Frau, die sich als die Jägerin Molly vorstellt. Die beiden unterhalten sich. Es scheint keinen Hinweis auf Mackenzie zu geben, aber als Astrid Molly auf einen möglichen Ehemann anspricht, verlässt Molly verärgert das Haus. Kurz darauf klingelt das Festnetztelefon und Molly bittet Astrid um Hilfe, sie sei von Wölfen in der Scheune festgesetzt worden.
Astrid geht hinunter in den Keller und findet dabei ungewollt die Leiche von Mollys Ehemann. Sie bewaffnet sich aber wie angewiesen und nimmt den Weg hinaus durch den Schneesturm zur Scheune. In der Scheune angekommen stellt sich heraus, dass Molly mit einem Bogen den Wolf abwehren konnte und wieder fort gegangen ist. Sie meldet sich über Telefon und sagt Astrid, auf die Leiche angesprochen, sie solle sich aus ihrem Leben heraushalten. Daraufhin beschließt Astrid nicht wieder in das Bauernhaus zurückzukehren, sondern das Gemeindehaus aufzusuchen, nachdem sie ein Flugblatt hinter dem Telefon gefunden hat.
Dort angekommen erfährt sie von Pater Thomas, dass ein großes Passagierflugzeug in den Bergen in der Nähe verunglückt sei, viele der Überlebenden hätten es bis ins Gemeindezentrum geschafft. Er bittet Astrid die Anwesenden medizinisch zu versorgen. Sie tut es und stellt dabei fest, dass einer der Überlebenden dringend Insulin braucht. Astrid bricht zum Flugzeugwrack auf, um Medikamente und Informationen über die anderen Passagiere zu suchen.
Astrid findet eine Frau die schwer verletzt ist. In einer Rückblende erfährt man, dass Astrid in einem Labor arbeitete und einen Anruf – vermutlich von den Personen in Ausdauermühle – erhielt und dringend gebeten wurde „es“ vorbei zu bringen. Die Frau am Telefon brachte Astrid so auf Will Mackenzie und sein Flugzeug. Wieder in der Gegenwart fasst Astrid neuen Mut und macht sich mit dem gefundenen Insulin und einer Hand voll gefundener Personalausweise auf den Weg zurück zum Gemeindezentrum.
Nachdem Astrid es geschafft hat die schwer verletzte Gwen und drei weitere Überlebende sicher zum Gemeindezentrum zu bringen, sowie Vorräte für alle anzulegen, dankt ihr Thomas für die Hoffnung, die sie der Gemeinschaft gegeben hat. Er rät ihr den Weg durch eine stillgelegte Kohlenmine zu wagen, der sie zum Highway in den Norden führen könnte. Molly meldet sich auch wieder. Sie erzählt, dass sie tatsächlich etwas mit dem Tod ihres Mannes zu tun hatte, nämlich dass sie zusah, als er von Wölfen erlegt wurde. Molly teilt Astrid auch mit, dass es einen alten Funkturm im Tal gibt, den sie aufsuchen und nach Signalen hin untersuchen könnte.
Astrid wird immer wieder von Wölfen angegriffen, die sie abwehren kann, aber erreicht schließlich den Turm. In der Nacht, während der Aurora borealis, erwacht das Funkgerät zum Leben. Sie kann das Gespräch zwischen Mackenzie und Ausdauermühle mithören, aber leider nicht antworten. Sie ist sich nun sicher, dass er noch lebt und auch dorthin unterwegs ist. Molly meldet sich ein letztes Mal und Astrid dringt danach in die Gänge der Mine ein. Es gelingt ihr ein Aufzugsystem wieder funktionsfähig zu machen und über die oberen Gänge zu entkommen. Sie erblickt gestrandete Wale und ein gekentertes Schiff. Zwischen Melancholie und Hoffnung macht sie sich wieder auf den Weg.

### Episode 4 –Fury, then silence
Mackenzie erwacht während er von den Sträflingen transportiert wird. Mathis, ihr Anführer, beharrt darauf Mackenzie am Leben zu lassen als die Sträflinge sich streiten. Die Gruppe wird von Wölfen angegriffen und Mackenzie kann sich befreien. Er wird aber schon kurz darauf wieder aufgegriffen und in einer Zelle des Schwarzfelsgefängnisses eingesperrt. Sein Zellennachbar, Franklin, einer der ehemaligen Wärter, erklärt die Situation. Mathis ist ein bekannter und auf dem Festland verurteilter Mörder, der seinen Sohn Donner aus der Einzelhaft befreien will. Nachdem der Strom ausgefallen war, gelang es den Gefangenen auszubrechen und die Wärter zu überwältigen. Da sich aber der Zugang zur Einzelhaft dennoch nicht öffnen ließ – Franklin deutet gegenüber Mackenzie Sabotage an – verlor Mathis die Geduld und hat die meisten Wärter töten lassen. Mathis prügelt Franklin fast zu Tode, da dieser auch keine Lösung anbieten kann.
Mackenzie kann Mathis’ Handlanger – Heller und Vachon – überzeugen ihn aus dem Gefängnis zu lassen, damit er Medikamente für Franklin besorgen kann. Er überquert das Gefängnisgelände und findet schließlich einen Weg in die verlassene Krankenstation, wo er einen Schlüssel für das Haupttor an sich nimmt. Auch hier klingelt das Telefon. Eine unbekannte Frauenstimme erkundigt sich nach Mackenzies Absichten und es wird klar, dass sie etwas mit dem Lockdown des Gefängnisses zu tun haben muss. Er verlässt das Haupttor, findet den Gefängnisbus in dem sich die Medikamente befinden und kehrt damit zurück.
Er kann Franklins Wunden versorgen und verabreicht ihm das Antibiotikum. Franklin berichtet, dass der Einzelhaftbereich an einem eigenen Stromkreis hängt und er auch glaubt, dass jemand versucht den Zugang zu sabotieren. Als die Sträflinge zurückkehren erzählt Mathis, dass er wusste, dass Mackenzie draußen war, weil seine Kollegen zu feige waren. Er schickt ihn ein weiteres Mal los, um die Situation mit der Einzelhaft zu klären und das kleine Kraftwerk zu untersuchen, welches den Strom für das Gefängnis liefert.
Dort angekommen erfährt er von Jace, der Unbekannten am Telefon, dass sie versucht Donner unter allen Umständen in Einzelhaft zu halten. Er sei ein skrupelloser Psychopath und niemand auf der Insel wäre mehr seines Lebens sicher. In der Nacht der ersten Aurora borealis traf sie auf der Suche nach Hilfe auf einen der äußeren Gefängnistürme und beobachtete die Machtübernahme der Sträflinge und ihren Mord an den Wärtern. Sie bittet Mackenzie in die Tunnel unter der Einzelhaft einzudringen und den Mechanismus der Tore zu zerstören, damit sie nicht mehr geöffnet werden können und Donner für immer fest sitzt.
Es gelingt Mackenzie die Tunnel zu betreten und die antiquierten Dampfrohre zu enteisen, um so bis zum Schließmechanismus vorzudringen, den er daraufhin zerschlägt. Zurück in der Zelle berichtet ihm Mathis, dass er von der zerstörten Anlage weiß und dass er es nun mit Dynamit versuchen möchte. Es fehlen ihm nur die Zünder. Bevor Mathis Franklin weiter schlägt, erklärt sich Mackenzie bereit die Zünder, die zur Sicherheit in einer nahen Mine deponiert wurden, zu holen.
Hier überwindet er Bereiche mit giftigem Gas und bahnt sich seinen Weg ins Innere der Mine, wo er die gesuchte Tasche in einem Schacht entdeckt. Er erklärt Jace am Telefon die Situation und berichtet vom Sprengstoffeinsatz. Während des Gespräches erfährt er, dass Jace Promotionsstudentin im Fach Astrophysik und „Atwood“ ihr Doktorvater ist. Mackenzie erklärt, dass er Dr. Atwood sofort sehen muss. Sie befinde sich am Suzuki Radioteleskop mit vielen Ressourcen wie Lebensmitteln und medizinischen Vorräten und muss unter allen Umständen vor den Sträflingen beschützt werden, erklärt Jace. Es scheint so, dass die Polarlichter etwas mit den Experimenten der Forschungsanlage zu tun haben könnten.
Zurück am Gefängnis übergibt Mackenzie die Zünder. Mathis ist außer sich. Er weiß von den Sabotageversuchen und der Komplizin. Franklin ist inzwischen tot. Als Mathis auf Mackenzie einschlagen will erschüttert eine Explosion den Zellentrakt. Die Zünder sind vorzeitig explodiert und das Gebäude steht in Flammen. Mackenzie kann Astrids Koffer an sich bringen und flieht über das Gefängnisgelände und durch die Wartungstunnel. Er trifft Jace schließlich beim Kraftwerk.
Jace steht ihm endlich persönlich gegenüber als die Sträflinge kurz darauf zu ihnen aufholen und sie umstellen. Donner wurde stark verletzt. Mathis und Mackenzie kämpfen miteinander, aber Mackenzie greift Jace und springt mit ihr ins tosende Wasser. Sie kommen außerhalb des Kraftwerks zu sich und sind besorgt, was Mathis nun unternehmen wird.
In der letzten Szene kommt ein einzelnes Ruderboot an einer kleinen Anlegestelle an. Astrid hat es bis nach Ausdauermühle geschafft. Dr. Atwood ist froh Astrid zu sehen, fragt aber sofort nach, wo sich der Koffer mit dem Heilmittel befindet.

### Episode 5 –The Lights at the End of all Things
Das Skript zur Handlung von Episode 5 ist momentan in Arbeit. Eine Veröffentlichung wird frühestens für den Anfang des Jahres 2025 erwartet.

## Produktionsnotizen
Das Spiel wurde anfangs vom Canada Media Fund gefördert. Im Oktober 2013 wurde erfolgreich eine Kickstarter-Kampagne gestartet, um das Spiel zu finanzieren. Die Entwickler waren zuvor bei Studios wie Relic Entertainment, BioWare, Riot Games oder Volition beschäftigt. Der Gründer von Hinterland Studio, Raphael van Lierop, war zuvor bei Relic Entertainment Produzent für Dawn of War. Die Konsolenversion wird von Skybound Games als Publisher herausgegeben. Der Intro-Song „The Lion’s Roar“ stammt vom schwedischen Duo First Aid Kit.

### Verfilmung
Am 2. August 2017 wurde bekannt gegeben, dass zusammen mit dem Resident-Evil-Produzenten Jeremy Bolt geplant ist, The Long Dark als Film in die Kinos zu bringen.

## Rezeption
Gelobt wurde unter anderem das innovative Spielkonzept, die Synchronstimmen von Jennifer Hale und David Hayter sowie das Gameplay und das Grafikkonzept.

“The Long Dark is a game you will never win – its end state will always be a date with the reaper.”

„The Long Dark ist ein Spiel, das man nie gewinnen wird – sein Endzustand wird immer ein Date mit dem Sensenmann sein.“

Bis September 2019 wurden laut eigenen Angaben plattformübergreifend rund 3,3 Millionen Exemplare verkauft.